# シャドウワールド
『シャドウワールド』（原題: Among the Shadows、『シャドウ・リベンジ』とも）は、2019年のアメリカ映画。
シャーロット・ベケット主演。リンジー・ローハンはこの作品が2013年の『ザ・ハリウッド』以来6年ぶりの映画出演となった。
アメリカでは2019年3月5日にVOD配信にて公開され、同年3月21日にWOWOWでの放送にて日本初公開された。WOWOWでの放送時の邦題は『シャドウ・リベンジ』。放送後の8月2日にアルバトロス・フィルム配給でソフト販売等が行われた。